# Рио (Ла Специја)
Рио (итал. Rio) је насеље у Италији у округу Ла Специја, региону Лигурија.
Према процени из 2011. у насељу је живело 53 становника. Насеље се налази на надморској висини од 439 м.